# Сильвестр (архиепископ Смоленский)
Архиепископ Сильвестр — епископ Русской православной церкви, 
архиепископ Смоленский.

## Биография
28 апреля 1572 года присутствовал в Москве на Соборе святителей о четвёртом браке царя Иоанна IV.
20 декабря 1578 года находился на Соборе, установившем празднество преподобному Иосифу Волоколамскому.
15 января 1580 года и 20 июля 1584 года участвовал в Соборах о монастырских вотчинах.
Царскою грамотою от 1 июля 1588 года предписано было епископу Сильвестру торжественно встретить патриарха Константинопольского Иеремию в смоленском соборе.
В январе 1589 года он присутствовал в Москве на Соборе святителей под председательством патриарха Иеремии об утверждении патриаршества в России, а в мае того же года на Соборе о возвышении российских епархий. По определению сего Собора епископ Сильвестр возведён в сан архиепископа.
Смоленской епархией управлял до 1592 года. Год смерти неизвестен.